# Khold
Khold – norweski zespół metalowy, grający black metal.
Zespół założyli w 2000 roku Gard oraz Sarke, równolegle będący członkami Tulusa. Tego samego roku podpisali kontrakt z wytwórnią Moonfog, w następnym roku ukazał się debiutancki album projektu zatytułowany Masterpiss of Pain. Muzyka Khold to black metal z mocno zaznaczoną linią basu oraz tekstami w języku norweskim. Do 2008 roku zespół wydał pięć pełnych płyt.

## Dyskografia
- Masterpiss of Pain (2001, Moonfog Productions)
- Phantom (2002, Moonfog Productions)
- Mørke gravers kammer (2004, Candlelight Records)
- Krek (2005, Tabu Recordings)
- Hundre år gammal (2008, Tabu Recordings)
- Til endes (2014, Peaceville Records)